# Spinopraonetha fuscomaculata
Spinopraonetha fuscomaculata là một loài bọ cánh cứng trong họ Cerambycidae.